# Мистическая пятёрка
«Мистическая пятёрка» (англ. Spooky buddies) — американский фильм 2011 года студии Disney, один из фильмов серии «Disney Buddies».

## Сюжет
В далёком 1937 году чародей Орвиг, который хотел открыть врата в мир духов и захватить Фернфилд. Для этого он взял пять маленьких щенков одной крови и отдал их души псу Хэллоуина. К счастью последний щенок бигля по имени Пэп не успел стать съеденным и оказался призраком, а его тело осталось каменным. Его хозяин похоронил остаток тела, а Орвиг был прижат к своему магическому зеркалу, которое его поглотило.
Прошли многие десятки лет, и в наше время вновь Хэллоуинская ночь перепала на полнолуние. Не без известные щенки золотистого ретривера ради интереса произнесли имя тёмного создания три раза и подумали, что призрак Пэп и есть пёс Хэллоуина, убегали, но в итоге, попав к чихуахуа Зельде, которая обладает магической силой, вернули Пэпа к телу. А тем временем злой волшебник с псом и филином разделились, чтобы каждый нашёл своё, Цербер искал щенков, Орвиг книгу и жезл, что делал филин одному богу известно. Многие окаменели из-за Хэллоуинского пса. Обо всём вскоре узнали хозяева щенков, также они узнали, что хозяева щенков, также они узнали, что старый Джо (хозяин Пэпа) до сих пор живёт на том же месте. Благодаря ему дети спаслись в церкви Джо и решили обмануть колдуна, который приказал им принести книгу и жезл под угрозой потери щенков. Они дали ему вместо его книги Библию, а щенки переманили филина на сторону добра. Наконец детям удалось закрыть Орвига, Цербера и остальных созданий из мира духов за вратами зеркала. Все души были возвращены хозяевам, посох был разбит.

## Русский дубляж[1]
- Пётр Вечерков — Будда
- Константин Ефимов — Бутуз
- Владислав Мурох — Би-Дог
- Наталья Крылова — Розабелла
- Виктор Баринов — Замараш
- Андрей Пирог — Пёс Хэллоуина
- Максим Сергеев — Уорвик
- Светлана Шейченко — Зельда
- Григорий Калайда — Пит
- Вадим Романов — Филин Ух
- Денис Большев — Сэм
- Дмитрий Парфёнов — Бартлеби
- Никита Брага — Билли
- Дмитрий Оленич — Родни
- Мария Цветкова — Дженис
- Борис Ботт — Пэп
- Екатерина Гороховская — Миссис Кэррол
- Виктор Костецкий — Мистер Джонсон
- Борис Хасанов — Шериф Дэн
- Александра Матвеева — Элис
- Алексей Макрецкий — Кэррол Франкенсерф

Эпизодические роли: Марк Макаренков, Ирина Соколова, Никита Шамин
Фильм дублирован на студии «Невафильм» по заказу «Disney Character Voices International» в 2011 году
- Режиссёр дубляжа и автор синхронного текста — Инна Соболева
- Переводчик — Анна Куценко
- Автор текста песни — Кира Малевская
- Исполнители песни — Андрей Матвеев, Олеся Ялунина
- Звукорежиссёр — Светлана Тонгсай
- Музыкальный руководитель — Кира Малевская
- Менеджер проекта — Екатерина Синенко
- Творческий консультант — Сергей Пасов
- Диктор — Михаил Хрусталёв